# Handy Mandy in Oz
Handy Mandy in Oz (1937) é o trigésimo-primeiro livro sobre a terra de Oz criada por L. Frank Baum e o décimo-sétimo escrito por Ruth Plumly Thompson. Foi ilustrado por John R. Neill.